# Violet Bergdahl
Ruth Violet Bergdahl, född Dahlén 14 november 1918 i Visby, död 28 april 1987, var en svensk journalist, författare och politiker.

## Biografi
Bergdahl föddes 1918 i Visby. Hennes far var skräddarmästare Carl Dahlén, och hennes mor Emma Nordström. 5 april 1947 gifte hon sig med lantmätaren Åke Bergdahl.
1938 tog hon studenten från Visby högre allmänna läroverk. Därefter arbetade hon ett tag på Posten och sedan på Riksbanken på Gotland som första kvinna. Från 1941 till 1950 var hon verksam som medarbetare och skribent vid Gotlänningen. 1949 var hon verksam vid Meddelanden från Publicistklubben. 1951 flyttade hon till Luleå, där hon skrev för Norrbottens-Kuriren. 1953 flyttade hon och maken Åke Bergdahl till Östersund, där Violet Bergdahl under signaturen "Dahlia" skrev på Östersunds-Posten. 1961 återvände hon till Gotland, och började återigen skriva för Gotlänningen, där hon bland annat skrev kåserier.
Bergdahl blev efter det redaktör för Svenska Hemslöjdsföreningarnas riksförbunds tidningen Hemslöjden. 1983 gav hon även ut boken Gotländsk sticksöm tillsammans med Ella Skoglund, och hon hade ett intresse för hemslöjd och textil.
1962 blev Bergdahl invald i byggnadsnämnden i Gotlands kommun, där hon även blev vice ordförande.  För Moderaterna i Gotlands kommun tog hon 1977 bland annat initiativ till bron som går från Östergravar in genom Dalmansporten. Hon var även ledamot i kommunalfullmäktige och i innerstadskommittén i Visby samt sedermera ordförande i Moderatkvinnornas länsförbund, Zonta, Fruntimmerssamfundet och innehade andra ideella uppdrag.
1984 belönades hon med Gotlands kommuns kulturpris.